# 微微基站
微微基站（英語：Picocell，又译作“皮基站”），通常是指微小型蜂窝基站，主要是为了解决特定区域的室内无线覆盖问题，例如某一建筑物内（办公楼，购物中心，火车站，证券交易所等）。近年来，该技术也被应用于机舱内。
在无法良好获取室外信号的室内，微微基站可扩大网络覆盖；在电话使用量极为密集的某一区域（如车站或体育场看台），微微基站就可用于增加无线网络容量。其具有更高的处理能力，可以连接更多的同时活跃用户，还具有更快的切换能力。
总体来说，微微基站是利用更传统的宏基站，为网络难以到达或部署成本昂贵的区域增加覆盖范围和容量。

## 概况
在蜂窝无线网络中（例如全球移动通信系统），微微基站通常是一种成本轻，体积小（通常为一沓A4纸大小），与基站控制器（BSC）相连接的相当简单的设备。多个微微基站的“头”连接至每个基站控制器：BSC执行无线电资源的管理和切换，并进行数据聚合，以传递到移动交换中心（MSC）或网关GPRS支持节点（GGSN）。
微微基站和BSC之间的连接通常由室内布线组成。上世纪九十年代，最初部署的系统使用E1/T1链路等的准同步数字体系（PDH）链路。而近年来多使用以太网电缆，飞机则使用卫星链路。
微微基站具有“小型基站”（类似于家庭基站）的许多优势，因为其提高了移动用户的数据吞吐量，并增加了移动网络的容量。尤为突出的是，通过异构网络将微微基站与宏基站进行集成，能够实现无缝切换和移动数据容量的增加。
微微基站是智能基站（SmallCell）的四种产品形态之一。其余三种包括：
- 家庭基站（FemtoCell）：主要用于家庭和企业环境中。
- 微蜂窝基站（Microcell）：用于受限于占地无法部署宏基站的市区或农村。
- Metrocell：主要用于农村，或在城市热点区域降低容量瓶颈。[3][4]

## 应用
在最新的现实应用中，人们已将这一概念发展为包含BSC和MSC的许多功能的主机，而非仅包含微微基站。这种形式的微微基站有时称为“接入点基站”或“企业级小基站”。在这种情况下，该设备包含直接连接到互联网所需的所有功能，而无需BSC或MSC基础结构。这是一种潜在的更具成本效益的方法。
微微基站已应用于包括GSM，CDMA，UMTS和LTE在内的大多蜂窝技术。这些技术由ip.access、中兴通信、华为、Airwalk等制造商提供。

## 覆盖范围
一般来说，微基站的范围小于2公里，微微基站的范围不超过200米，家庭基站的范围约为10米。
微微基站的发射功率一般为0.1W~5W(-10dB~7dB)，可在100至200米范围内同时支持200个用户接入。